# 김광석 (1938년)
김광석(金光石, 1938년 ~ )은 제10대 대한민국 병무청장이다. 1993년 5월 21일 ~ 1994년 12월 23일까지 제10대 대한민국 병무청장으로 재직하였다.